# Злынковская волость
Злы́нковская волость — административно-территориальная единица в составе Новозыбковского уезда, существовавшая в 1923—1929 годах.
Центр — город (c 1925) Злынка.

## История
Волость была образована путём слияния Денисковичской и Малощербиничской волостей.
В 1929 году, с введением районного деления, волость была упразднена, а на её территориальной основе был сформирован Злынковский район Клинцовского округа Западной области (ныне в составе Брянской области).

## Административное деление
По состоянию на 1 января 1928 года, Злынковская волость включала в себя следующие сельсоветы: Барковский, Большещербиничский, Гута-Муравинский, Денисковичский, Добродеевский, Еловский, Каменьский, Карпиловский, Краснозлынковский, Кривушинский, Лысовский, Маловышковский, Малощербиничский, Петровский, Петрятинский, Роговский, Сенновский, Софиевский, Спиридоновобудский, Федоровский.